# Hala Podpromie
Hala Podpromie är en inomhusarena i Rzeszów i Polen. Arenan används både för sportevenemang och för andra evenemang som konserter. Arenan invigdes 16 juni 2002 och har en maximal kapacitet på 7 100 personer. Den är hemmaarena för volleybollklubbarna KS Developres Rzeszów (damer) och Asseco Resovia (herrar). Den har använts av polska landslag i flera inomhussporter. Den var också värd för inomhusvärldsmästerskapen i bågskytte 2009.